# Fußballclub Carl Zeiss Jena 2018-2019
Questa voce raccoglie le informazioni riguardanti il Fußballclub Carl Zeiss Jena nelle competizioni ufficiali della stagione 2018-2019.

## Stagione
Nella stagione 2018-2019 il Carl Zeiss Jena, allenato da Mark Zimmermann e Łukasz Kwasniok, concluse il campionato di 3. Liga al 14º posto. In Coppa di Germania il Carl Zeiss Jena fu eliminato al primo turno dall'Union Berlino.

## Rosa
| N. |                          | Ruolo | Calciatore          |
| -- | ------------------------ | ----- | ------------------- |
| 1  | Germania (bandiera)      | P     | Raphael Koczor      |
| 2  | Germania (bandiera)      | D     | Florian Brügmann    |
| 3  | Germania (bandiera)      | C     | Maximilian Weiß     |
| 4  | Germania (bandiera)      | D     | Justin Gerlach      |
| 5  | Germania (bandiera)      | D     | Matthias Kühne      |
| 6  | Nuova Zelanda (bandiera) | C     | Logan Rogerson      |
| 7  | Camerun (bandiera)       | A     | Fabien Tchenkoua    |
| 8  | Germania (bandiera)      | C     | Maximilian Wolfram  |
| 9  | Germania (bandiera)      | C     | René Eckardt        |
| 10 | Germania (bandiera)      | C     | Maximilian Schlegel |
| 11 | Namibia (bandiera)       | A     | Manfred Starke      |
| 12 | Germania (bandiera)      | P     | Lukas Sedlak        |
| 13 | Germania (bandiera)      | C     | Tom Krahnert        |
| 14 | Germania (bandiera)      | C     | Dominik Bock        |
| 15 | Germania (bandiera)      | D     | Marius Grösch       |

| N. |                     | Ruolo | Calciatore             |
| -- | ------------------- | ----- | ---------------------- |
| 16 | Germania (bandiera) | C     | Jannis Kübler          |
| 17 | Germania (bandiera) | D     | Pierre Fassnacht       |
| 18 | Germania (bandiera) | A     | Felix Brügmann         |
| 19 | Germania (bandiera) | D     | Michael Schüler        |
| 20 | Germania (bandiera) | D     | Dominic Volkmer        |
| 20 | Turchia (bandiera)  | C     | Fırat Suçsuz           |
| 21 | Germania (bandiera) | D     | Dennis Slamar          |
| 22 | Belgio (bandiera)   | P     | Jo Coppens             |
| 23 | Germania (bandiera) | C     | Sören Eismann          |
| 24 | Germania (bandiera) | D     | Valentin Reitstetter   |
| 25 | Germania (bandiera) | C     | Justin Schau           |
| 26 | Germania (bandiera) | A     | Jeffrey Wittlich       |
| 27 | Germania (bandiera) | A     | Julian Günther-Schmidt |
| 28 | Germania (bandiera) | C     | Nicola Jürgens         |
| 29 | Germania (bandiera) | A     | Phillip Tietz          |

## Organigramma societario
Area tecnica
- Allenatore: Łukasz Kwasniok
- Allenatore in seconda: Rupesh Popat, Lucca Strolz, Martin Ullmann
- Preparatore dei portieri: Bernd Lindrath
- Preparatori atletici: Max Habereder, Fabian Carnarius

## Calciomercato

### Sessione estiva
| Acquisti | Acquisti         | Acquisti            | Acquisti |
| R.       | Nome             | da                  | Modalità |
| -------- | ---------------- | ------------------- | -------- |
| A        | Vincent Stenzel  | Hallescher          |          |
| A        | Phillip Tietz    | Paderborn           |          |
| C        | Logan Rogerson   | Wellington Phoenix  |          |
| A        | Felix Brügmann   | Berliner AK 07      |          |
| A        | James-Kevin Nahr | Carl Zeiss Jena U19 |          |
| D        | Michael Schüler  | Coblenza            |          |
| P        | Lukas Sedlak     | Carl Zeiss Jena U19 |          |
| A        | Fabien Tchenkoua | Bourg-en-Bresse     |          |

| Cessioni | Cessioni          | Cessioni             | Cessioni |
| R.       | Nome              | a                    | Modalità |
| -------- | ----------------- | -------------------- | -------- |
| A        | Denis Jäpel       | Germania Halberstadt |          |
| A        | Florian Dietz     | Werder Brema II      |          |
| C        | Jan Löhmannsröben | Kaiserslautern       |          |
| A        | Timo Mauer        | Paderborn            |          |
| P        | Stefan Schmidt    | Rhode Island Rams    |          |
| A        | Timmy Thiele      | Kaiserslautern       |          |
| A        | Davud Tuma        | Hallescher           |          |

### Sessione invernale
| Acquisti | Acquisti         | Acquisti       | Acquisti |
| R.       | Nome             | da             | Modalità |
| -------- | ---------------- | -------------- | -------- |
| D        | Pierre Fassnacht | Saarbrücken    |          |
| D        | Dominic Volkmer  | Jahn Ratisbona |          |
| C        | Jannis Kübler    | Schalke 04 II  |          |

| Cessioni | Cessioni         | Cessioni      | Cessioni |
| R.       | Nome             | a             | Modalità |
| -------- | ---------------- | ------------- | -------- |
| D        | Guillaume Cros   | Hansa Rostock |          |
| A        | James-Kevin Nahr | Käerjeng 97   |          |
| A        | Vincent Stenzel  | Bonner        |          |
| C        | Niclas Erlbeck   | Chemnitz      |          |

## Risultati

### 3. Liga

#### Girone di andata
| Arbitro: | Schröder |

|                         |           |                      |
| Starke 6’, 81’ Bock 90’ | Marcatori | 35’ Hercher 78’ Baku |

| Arbitro: | Petersen |

|                 |           |                          |
| Klingenburg 48’ | Marcatori | 25’ Wolfram 38’ Brügmann |

| Arbitro: | Reichel |

|  |           |                              |
|  | Marcatori | 15’ Fetsch 41’ Sohm 45’ Manu |

| Arbitro: | Günsch |

|              |           |          |
| Stiefler 88’ | Marcatori | 85’ Bock |

| Arbitro: | Badstübner |

|                               |           |                      |
| Brügmann 63’ Tietz 73’ (rig.) | Marcatori | 13’ (rig.) Wachsmuth |

| Arbitro: | Alt |

|                     |           |  |
| Kegel 67’ Scheu 84’ | Marcatori |  |

| Arbitro: | Zorn |

|               |           |  |
| Otto 81’, 90’ | Marcatori |  |

| Arbitro: | Börner |

|                                    |           |                              |
| Suçsuz 44’ Starke 77’ Brügmann 90’ | Marcatori | 38’ Kühlwetter 82’, 88’ Huth |

| Arbitro: | Skorczyk |

|                              |           |  |
| Hofmann 13’ Oesterhelweg 74’ | Marcatori |  |

| Jena 30 settembre 2018, ore 13:00 CEST 10ª giornata | Carl Zeiss Jena | 0 – 0 referto | Osnabrück | Ernst-Abbe-Sportfeld (4 571 spett.)\| Arbitro: \| Schultes \| |
| Arbitro:                                            | Schultes        |               |           |                                                               |

| Arbitro: | Bramlage |

|                 |           |            |
| Aigner 35’, 52’ | Marcatori | 38’ Starke |

| Jena 19 ottobre 2018, ore 19:00 CEST 12ª giornata | Carl Zeiss Jena | 0 – 0 referto | Aalen | Ernst-Abbe-Sportfeld (5 142 spett.)\| Arbitro: \| Hanslbauer \| |
| Arbitro:                                          | Hanslbauer      |               |       |                                                                 |

| Arbitro: | Gräfe |

|                        |           |                     |
| Stein 42’ Rangelov 49’ | Marcatori | 53’ Günther-Schmidt |

| Arbitro: | Petersen |

|             |           |                 |
| Stenzel 90’ | Marcatori | 56’ Hildebrandt |

| Arbitro: | Willenborg |

|                                  |           |                           |
| Schäffler 17’ Schmidt 89’ (rig.) | Marcatori | 28’, 75’ Tietz 79’ Starke |

| Arbitro: | Börner |

|                                                     |           |                                            |
| Bock 36’ Tietz 42’ Günther-Schmidt 54’ Brügmann 69’ | Marcatori | 16’ Endres 43’, 59’, 61’ Hain 81’ Hufnagel |

| Arbitro: | Weickenmeier |

|                                                                 |           |                       |
| Bachmann 23’ Schuppan 62’ Ademi 69’ (rig.) Baumann 73’ Mast 90’ | Marcatori | 15’ Eckardt 30’ Tietz |

| Arbitro: | Rafalski |

|                     |           |                          |
| Günther-Schmidt 30’ | Marcatori | 64’ Undav 87’ Kleinsorge |

| Arbitro: | Fritsch |

|            |           |                                     |
| Karger 63’ | Marcatori | 3’ Wolfram 74’, 81’ Günther-Schmidt |

#### Girone di ritorno
| Aspach 23 dicembre 2018, ore 14:00 CET 20ª giornata | Sonnenhof G. | 0 – 0 referto | Carl Zeiss Jena | Mechatronik Arena (1 500 spett.)\| Arbitro: \| Winter \| |
| Arbitro:                                            | Winter       |               |                 |                                                          |

| Jena 26 gennaio 2019, ore 14:00 CET 21ª giornata | Carl Zeiss Jena | 0 – 0 referto | Preußen Münster | Ernst-Abbe-Sportfeld (3 878 spett.)\| Arbitro: \| Cortus \| |
| Arbitro:                                         | Cortus          |               |                 |                                                             |

| Halle 2 febbraio 2019, ore 14:00 CET 22ª giornata | Hallescher | 0 – 0 referto | Carl Zeiss Jena | Erdgas Sportpark (8 621 spett.)\| Arbitro: \| Jablonski \| |
| Arbitro:                                          | Jablonski  |               |                 |                                                            |

| Arbitro: | Hanslbauer |

|             |           |            |
| Wolfram 22’ | Marcatori | 45’ Gordon |

| Arbitro: | Gasteier |

|                     |           |  |
| Frick 35’ Bonga 83’ | Marcatori |  |

| Arbitro: | Müller |

|  |           |           |
|  | Marcatori | 13’ Kegel |

| Jena 3 marzo 2019, ore 14:00 CET 26ª giornata | Carl Zeiss Jena | 0 – 0 referto | Eintracht Braunschweig | Ernst-Abbe-Sportfeld (6 173 spett.)\| Arbitro: \| Weickenmeier \| |
| Arbitro:                                      | Weickenmeier    |               |                        |                                                                   |

| Arbitro: | Bokop |

|                                               |           |           |
| Kühlwetter 34’, 86’ Albæk 54’ (rig.) Pick 88’ | Marcatori | 26’ Tietz |

| Arbitro: | Fritsch |

|               |           |                    |
| Tchenkoua 88’ | Marcatori | 72’ (aut.) Eckardt |

| Arbitro: | Jablonski |

|                                    |           |          |
| Girth 12’ Álvarez 78’ Pfeiffer 87’ | Marcatori | 6’ Tietz |

| Jena 23 marzo 2019, ore 14:00 CET 30ª giornata | Carl Zeiss Jena | 0 – 0 referto | Uerdingen 05 | Ernst-Abbe-Sportfeld (4 436 spett.)\| Arbitro: \| Osmanagic \| |
| Arbitro:                                       | Osmanagic       |               |              |                                                                |

| Arbitro: | Winter |

|                   |           |           |
| Schoppenhauer 39’ | Marcatori | 41’ Tietz |

| Arbitro: | Müller |

|                             |           |                    |
| Wolfram 5’ Tietz 77’ (rig.) | Marcatori | 11’ (aut.) Gerlach |

| Arbitro: | Brütting |

|           |           |                       |
| Breier 9’ | Marcatori | 5’ Wolfram 76’ Starke |

| Arbitro: | Bokop |

|                                    |           |               |
| Eckardt 18’ Tietz 27’ Brügmann 90’ | Marcatori | 73’ Schäffler |

| Arbitro: | Stegemann |

|  |           |              |
|  | Marcatori | 87’ Brügmann |

| Arbitro: | Wollenweber |

|                                  |           |                                           |
| Starke 6’ Tietz 55’ Brügmann 84’ | Marcatori | 31’, 82’ Skarlatidis 36’ Baumann 78’ Elva |

| Arbitro: | Osmanagic |

|  |           |             |
|  | Marcatori | 32’ Wolfram |

| Arbitro: | Pfeifer |

|                                                 |           |  |
| Böhnlein 10’ (aut.) Kübler 17’ Wolfram 67’, 68’ | Marcatori |  |

### Coppa di Germania
| Arbitro: | Brych |

|                                |           |                                                 |
| Wolfram 21’ Trimmel 42’ (aut.) | Marcatori | 14’ Andersson 29’ Kroos 45’ (rig.), 71’ Hedlund |

## Statistiche

### Statistiche di squadra
| Competizione      | Punti | In casa | In casa | In casa | In casa | In casa | In casa | In trasferta | In trasferta | In trasferta | In trasferta | In trasferta | In trasferta | Totale | Totale | Totale | Totale | Totale | Totale | DR  |
| Competizione      | Punti | G       | V       | N       | P       | Gf      | Gs      | G            | V            | N            | P            | Gf           | Gs           | G      | V      | N      | P      | Gf     | Gs     | DR  |
| ----------------- | ----- | ------- | ------- | ------- | ------- | ------- | ------- | ------------ | ------------ | ------------ | ------------ | ------------ | ------------ | ------ | ------ | ------ | ------ | ------ | ------ | --- |
| 3. Liga           | 46    | 19      | 5       | 9       | 5       | 28      | 26      | 19           | 6            | 4            | 9            | 20           | 31           | 38     | 11     | 13     | 14     | 48     | 57     | -9  |
| Coppa di Germania | -     | 1       | 0       | 0       | 1       | 2       | 4       | 0            | 0            | 0            | 0            | 0            | 0            | 1      | 0      | 0      | 1      | 2      | 4      | -2  |
| Totale            | 46    | 20      | 5       | 9       | 6       | 30      | 30      | 19           | 6            | 4            | 9            | 20           | 31           | 39     | 11     | 13     | 15     | 50     | 61     | -11 |

### Andamento in campionato
| Giornata  | 1 | 2 | 3 | 4 | 5 | 6 | 7  | 8  | 9  | 10 | 11 | 12 | 13 | 14 | 15 | 16 | 17 | 18 | 19 | 20 | 21 | 22 | 23 | 24 | 25 | 26 | 27 | 28 | 29 | 30 | 31 | 32 | 33 | 34 | 35 | 36 | 37 | 38 |
| --------- | - | - | - | - | - | - | -- | -- | -- | -- | -- | -- | -- | -- | -- | -- | -- | -- | -- | -- | -- | -- | -- | -- | -- | -- | -- | -- | -- | -- | -- | -- | -- | -- | -- | -- | -- | -- |
| Luogo     | C | T | C | T | C | T | T  | C  | T  | C  | T  | C  | T  | C  | T  | C  | T  | C  | T  | T  | C  | T  | C  | T  | C  | C  | T  | C  | T  | C  | T  | C  | T  | C  | T  | C  | T  | C  |
| Risultato | V | V | P | N | V | P | P  | N  | P  | N  | P  | N  | P  | N  | V  | P  | P  | P  | V  | N  | N  | N  | N  | P  | P  | N  | P  | N  | P  | N  | N  | V  | V  | V  | V  | P  | V  | V  |
| Posizione | 5 | 3 | 6 | 7 | 4 | 6 | 10 | 11 | 15 | 13 | 17 | 16 | 17 | 17 | 16 | 17 | 17 | 18 | 16 | 18 | 17 | 16 | 18 | 18 | 19 | 19 | 19 | 19 | 19 | 19 | 19 | 19 | 19 | 19 | 16 | 17 | 16 | 14 |

Legenda:

Luogo: C = Casa; T = Trasferta. Risultato: V = Vittoria; N = Pareggio; P = Sconfitta.

### Statistiche dei giocatori
| Giocatore          | 3. Liga  | 3. Liga | 3. Liga     | 3. Liga    | Coppa di Germania | Coppa di Germania | Coppa di Germania | Coppa di Germania | Totale   | Totale | Totale      | Totale     |
| Giocatore          | Presenze | Reti    | Ammonizioni | Espulsioni | Presenze          | Reti              | Ammonizioni       | Espulsioni        | Presenze | Reti   | Ammonizioni | Espulsioni |
| ------------------ | -------- | ------- | ----------- | ---------- | ----------------- | ----------------- | ----------------- | ----------------- | -------- | ------ | ----------- | ---------- |
| D. Bock            | 30       | 3       | 1           | 0          | 1                 | 0                 | 0                 | 0                 | 31       | 3      | 1           | 0          |
| F. Brügmann        | 34       | 7       | 2           | 0          | 1                 | 0                 | 0                 | 0                 | 35       | 7      | 2           | 0          |
| F. Brügmann        | 27       | 0       | 5           | 1          | 1                 | 0                 | 0                 | 0                 | 28       | 0      | 5           | 1          |
| J. Coppens         | 29       | 0       | 1           | 0          | 1                 | 0                 | 0                 | 0                 | 30       | 0      | 1           | 0          |
| G. Cros            | 13       | 0       | 6           | 0          | 1                 | 0                 | 0                 | 0                 | 14       | 0      | 6           | 0          |
| R. Eckardt         | 37       | 2       | 3           | 0          | 1                 | 0                 | 0                 | 0                 | 38       | 2      | 3           | 0          |
| S. Eismann         | 16       | 0       | 3           | 0          | 0                 | 0                 | 0                 | 0                 | 16       | 0      | 3           | 0          |
| N. Erlbeck         | 16       | 0       | 2           | 0          | 1                 | 0                 | 0                 | 0                 | 17       | 0      | 2           | 0          |
| P. Fassnacht       | 11       | 0       | 1           | 0          | 0                 | 0                 | 0                 | 0                 | 11       | 0      | 1           | 0          |
| J. Gerlach         | 15       | 0       | 1           | 0          | 0                 | 0                 | 0                 | 0                 | 15       | 0      | 1           | 0          |
| M. Grösch          | 36       | 0       | 3           | 0          | 1                 | 0                 | 0                 | 0                 | 37       | 0      | 3           | 0          |
| J. Günther-Schmidt | 9        | 5       | 2           | 0          | 0                 | 0                 | 0                 | 0                 | 9        | 5      | 2           | 0          |
| N. Jürgens         | 0        | 0       | 0           | 0          | 0                 | 0                 | 0                 | 0                 | 0        | 0      | 0           | 0          |
| R. Koczor          | 9        | 0       | 4           | 0          | 0                 | 0                 | 0                 | 0                 | 9        | 0      | 4           | 0          |
| T. Krahnert        | 0        | 0       | 0           | 0          | 0                 | 0                 | 0                 | 0                 | 0        | 0      | 0           | 0          |
| J. Kübler          | 18       | 1       | 1           | 0          | 0                 | 0                 | 0                 | 0                 | 18       | 1      | 1           | 0          |
| M. Kühne           | 13       | 0       | 3           | 0          | 0                 | 0                 | 0                 | 0                 | 13       | 0      | 3           | 0          |
| K. Pannewitz       | 9        | 0       | 5           | 0          | 0                 | 0                 | 0                 | 0                 | 9        | 0      | 5           | 0          |
| V. Reitstetter     | 0        | 0       | 0           | 0          | 0                 | 0                 | 0                 | 0                 | 0        | 0      | 0           | 0          |
| L. Rogerson        | 2        | 0       | 0           | 0          | 0                 | 0                 | 0                 | 0                 | 2        | 0      | 0           | 0          |
| J. Schau           | 23       | 0       | 5           | 0          | 0                 | 0                 | 0                 | 0                 | 23       | 0      | 5           | 0          |
| M. Schlegel        | 0        | 0       | 0           | 0          | 0                 | 0                 | 0                 | 0                 | 0        | 0      | 0           | 0          |
| M. Schüler         | 5        | 0       | 1           | 0          | 0                 | 0                 | 0                 | 0                 | 5        | 0      | 1           | 0          |
| L. Sedlak          | 0        | 0       | 0           | 0          | 0                 | 0                 | 0                 | 0                 | 0        | 0      | 0           | 0          |
| D. Slamar          | 30       | 0       | 9           | 0          | 1                 | 0                 | 0                 | 0                 | 31       | 0      | 9           | 0          |
| M. Starke          | 34       | 7       | 5           | 0          | 1                 | 0                 | 0                 | 0                 | 35       | 7      | 5           | 0          |
| V. Stenzel         | 6        | 1       | 0           | 0          | 0                 | 0                 | 0                 | 0                 | 6        | 1      | 0           | 0          |
| F. Suçsuz          | 13       | 1       | 0           | 0          | 1                 | 0                 | 0                 | 0                 | 14       | 1      | 0           | 0          |
| F. Tchenkoua       | 14       | 1       | 2           | 0          | 1                 | 0                 | 0                 | 0                 | 15       | 1      | 2           | 0          |
| P. Tietz           | 32       | 11      | 2           | 0          | 1                 | 0                 | 0                 | 0                 | 33       | 11     | 2           | 0          |
| D. Volkmer         | 16       | 0       | 4           | 0          | 0                 | 0                 | 0                 | 0                 | 16       | 0      | 4           | 0          |
| M. Weiß            | 3        | 0       | 0           | 0          | 0                 | 0                 | 0                 | 0                 | 3        | 0      | 0           | 0          |
| J. Wittlich        | 0        | 0       | 0           | 0          | 0                 | 0                 | 0                 | 0                 | 0        | 0      | 0           | 0          |
| M. Wolfram         | 31       | 8       | 4           | 0          | 1                 | 1                 | 0                 | 0                 | 32       | 9      | 4           | 0          |